# Разведи ме, заведи ме
Разведи ме, заведи ме (енгл. Intolerable Cruelty) је амерички филм снимљен 2003. у режији браће Коен. Главне улоге тумаче Џорџ Клуни, Кетрин Зита-Џоунс и Џефри Раш.

## Радња
Филм представља враћање на романтичне комедије 1940-их са причом о Мајлсу Масију, познатом адвокату за разводе, и прелијепој жени која се разводи, а коју је Маси спријечио да добије новац од развода. Она му се одлучује осветити, док се он у исто вријеме заљубљује у њу. Филм је подијелио критику: док су неки хвалили елементе романтичне урнебесне комедије, други су се питали зашто су Коенови уопште снимили такав филм. Општи је утисак да филм није задовољио у потпуности, те да је остварио осредњи комерцијални успјех.

## Улоге
| Глумац            | Улога          |
| ----------------- | -------------- |
| Џорџ Клуни        | Мајлс          |
| Кетрин Зита-Џоунс | Марли          |
| Џефри Раш         | Донован Донали |
| Едвард Херман     | Рекс Рексрот   |
| Пол Ејделстајн    | Ригли          |
| Ричард Џенкинс    | Фреди Бандер   |
| Били Боб Торнтон  | Хауард Дојл    |